# Арнолд II фон Дахау
Арнолд II фон Дахау на немски: Arnold II von Dachau, von Scheyern-Dachau); † пр. 25 април 1124) е вторият син на Арнолд I фон Шайерн (Дахау) († 1123) и съпругата му Беатрис фон Райперсберг († сл. 1124), наследничка на Графство Дахау, дъщеря на граф Куно фон Райперсберг. По-малък брат е на Конрад I фон Дахау († 1130).
Арнолд II е убит при Шлайсхайм.